# Лампедуза
Лампедуза (на италиански: Lampedusa; сицилиански: Lampidusa) е остров в Средиземно море, част от провинция Агридженто на регион Сицилия в Италия. Това е най-големият остров сред Пелагийските острови. Разположен е на 205 км южно от о. Сицилия и 113 км източно от Тунис, това е най-южната точка на Италия. Населението наброява около 6000 жители, препитаващи се главно с риболов, земеделие и туризъм. От години Лампедуза е известен като входна врата към Европа за хиляди бедни нелегални имигранти от Африка.
Лампедуза е най-голямата част от общината на Лампедуза и Линоза, която включва също по-малките острови Линоза и Лампионе.